# Podum
Podum is een plaats in de gemeente Otočac in de Kroatische provincie Lika-Senj. De plaats telt 43 inwoners (2001).